# Exploatarea de sulf din Munții Călimani
Exploatarea de sulf din Munții Călimani reprezintă o fostă exploatare minieră de suprafață situată pe Vârful Negoiul Românesc din Munții Călimani, care a funcționat între anii 1969 și 1997.
Exploatarea are 20 de de terase care încep din partea superioară (1889 m), având o adâncime de circa 400 m și un diametru de peste 1 km. În perioada de vârf, la exploatare au lucrat, în două schimburi, aproape 8000 de angajați. Pentru buna funcționare, o colonie (cu clădiri administrative și locuințe) a fost construită în zonă. 
Din cauza naturii vulcanice a rocilor din substrat, a climei nefavorabile, a tehnologiei utilizate și a dificultăților tehnice întâlnite pe parcurs, exploatarea nu s-a dovedit a fi rentabilă. Pe lângă problemele de rentabilitate economică, activitatea de exploatare a avut un impact negativ evident asupra a peste 300 de hectare de vegetație și substrat, complexul vulcano-carstic „Peșterile Luanei” fiind parțial distrus. Structura și funcționalitatea ecosistemelor forestiere, acvatice și praticole au fost grav afectate. Exploatarea și haldele de steril aferente (întinse pe o suprafață estimată la 180–200 ha) reprezintă încă o amenințare pentru fauna zonei.

## Context
Bucovina, un ținut cu resurse minerale extrem de bogate, a fost exploatată intens din punct de vedere minier după anexarea de către Imperiul Habsburgic. La acea vreme însă, sulful nu prezenta un interes major pentru exploatare. Odată cu explozia industriei chimice în România comunistă, resursele de sulf au devenit extrem de valoroase, datorită nevoii de acid sulfuric în industria farmaceutică, la tratarea cauciucurilor, fabricarea prafului de pușcă și a altor explozibili, fabricarea coloranților, producția de chibrituri etc. Din acest motiv – având în vedere contextul geopolitic al vremii – s-au pornit diverse acțiuni de explorare și exploatare a rezervelor naționale de sulf (nativ sau din minereuri precum pirită și calcopirită). 

## Caracteristici geografice și geochimice
Vârful Negoiul Românesc (1889 m) este situat în Masivul Călimani, pe latura internă a Carpaților Orientali, pe teritoriul comunei Șaru Dornei, în interiorul rezervației Parcul Național Călimani. Accesul (controlat în interiorul parcului) se face pe drumul județean DJ174F din satul Gura Haitii, care continuă de-a lungul pârâului Haita până la caldera Călimanilor. 
Masivul Călimani este un stratovulcan, formându-se în pliocenul superior. Creasta masivului se întinde  aproximativ pe direcția est–vest, având o lungime de peste 50 km. Craterul vulcanic principal are un diametru de peste 10 km, Negoiul Romanesc reprezentând unul din coșurile vulcanice secundare.
Practic, în fundamentul masivului se găsește un mare corp subvulcanic alcătuit din diorite, porfirite și andezite subvulcanice, iar manifestările sulfatariene au condus la impregnarea cu sulf nativ a rocilor piroclastitice, care mai ulterior s-a depus. Prin hidrooxidare avansată s-a format acid sulfuric, care a atacat rocile andezitice, cu formare de sulfați. Sulful este prezent ca impregnație (difuză sau în cuiburi) în roci andezitice sau silicioase.

## Activitatea minieră
Prima comunicare scrisă asupra prezenței sulfului în Călimani îi aparține lui P.J. Kermnitsky și datează din 1854. Prospectarea și exploatarea au început după aproximativ de ani, odată cu dezvoltarea mineritului în toată Bucovina. În 1934, B. Becu a făcut anumite propuneri de exploatare. În anii 1950, Departamentul Industriei Locale al M.A.I. și Întreprinderile de Gospodărire Orășenească Toplița și Câmpulung Moldovenesc au executat prospecțiuni și lucrări, dar fără rezultate concrete. Drumul de acces a fost construit în 1959, ceea ce a condus la un nou avânt al activităților de explorare.
Exploatarea sulfului s-a făcut prin minerit de suprafață (excavare), metoda de extracție fiind stabilită de S.T.E. 81–200A și aprobată prin Decretul 174/1978. Exploatarea prin galerii nu a fost o alternativă, din cauza toxicității vaporilor de sulf. Exploatarea propriu-zisă s-a desfășurat în baza Hotărârii Consiliului de Miniștri nr. 770/1970, prin care s-a aprobat exploatarea și experimentarea tehnologiilor de lucru. Vârful Negoiul Românesc a fost decopertat pe ultimii 120 de metri altitudine, construindu-se terase de lățimea echipamentelor de exploatare și transport. Cariera a fost săpată în trepte cu înălțimi de 20 m în intervalul de altitudine 1560–1820 m, respectiv de 10 în intervalul de altitudine 1420-1560 m. Volumul total al carierei a fost de circa 80.000.000 m3, bordurile carierei între 1540–1840 m altitudine, iar baza la 1420 m altitudine.
Minereul era transportat la uzina de preparare aflată la o distanță de câțiva kilometri, unde era supus unor procese fizico-chimice, având drept finalitate obținerea concentratul de sulf. De aici, sterilul era trimis printr-un sistem de conducte într-un iaz de decantare. Nivelul iazului de sedimentare era menținut constant prin deversarea lichidului în apa pârâul Neagra, având drept consecință poluarea pe termen lung a bazinului hidrografic aferent. 
Alături de lucrările miniere, au avut loc lucrări masive de amenajare a coloniei: s-au amenajat drumuri de acces, alimentări cu apă și energie electrică, s-au construit o uzină de preparare mecanică, clădiri administrative, nouă blocuri, cantină și cinematograf. În perioada de vârf, la exploatare au lucrat, în două schimburi, aproape 8000 de angajați.
De-a lungul timpului, au fost evidențiate o multitudine de probleme, printre care:
- prezența acumulărilor acvifere au determinat importante erupții de apă și pietre;
- prezența a numeroase alunecări de teren (începând din 1974);
- coborârea nivelului hirdrostatic ca urmare a pușcărilor masive;
- aplicarea unei scheme greșite de exploatare a sulfului vulcanic, având drept consecință un randament de exploatare scăzut.

## Consecințe
Activitatea a fost oprită în urma unei Hotărâri de Guvern, motivația principală fiind că prețul de exploatare a sulfului ar fi de trei ori mai mare decât valoarea producției obținute. Practic, se pare că datele de producție au fost falsificate pe toată perioada de exploatare. Prin Legea nr. 5/2000 s-a înființat Parcul Național Călimani, iar în anul 2004 s-a constituit Administrația Parcului Național Călimani, cu sediul în Vatra Dornei. Fosta exploatare de sulf reprezintă în prezent o enclavă a acestui parc.
Pe lângă problemele de rentabilitate economică, activitatea de exploatare a avut un impact negativ evident asupra a peste 300 de hectare de vegetație și substrat, fiind afectat complexul vulcano-carstic. Endo-vulcano-carstul a fost reprezentat de 12 grote cunoscute sub numele generic de „Grotele Luanei”, diferite ca evoluție. Acesta a fost descoperit ca urmare a prospecțiunilor miniere din zonă, dar a fost în mare parte distrus în timpul activităților de exploatare („Ruinele”, „Grota Haosului”, parțial „Palatul de Ciocolată” etc.). În prezent sunt bine conservate „Grota Strâmtu” și peștera „Piatra Corbului”.
Structura și funcționalitatea ecosistemelor forestiere, acvatice și praticole au fost grav afectate. Exploatarea și haldele de steril aferente (întinse pe o suprafață estimată la 180–200 ha) încă reprezintă o amenințare pentru fauna zonei. Colonia (clădirile administrative și locuințele construite în perioada comunistă) este în prezent părăsită și într-o avansată stare de degradare, afectând vizual peisajul, la rândul său. 
O primă încercare de demarare a unor lucrări de reconstrucție ecologică în Călimani s-a făcut în 1997, când Institutul de Cercetări și Proiectări Miniere (ICPM) Baia Mare a întocmit documentația de sistare a activității în baza HG 816/1998. Un proiect de ecologizare finanțat de către Guvernul României a fost acceptat de către Consiliului Științific al Parcului Național Călimani în anul 2008.